# Banijay
Banijay (anteriormente Banijay Entertainment e Banijay Group) é uma holding internacional que controla diversas empresas de produção e distribuição de conteúdo para televisão e plataformas multimídia.
Criada em 2007 por Stéphane Courbit, a holding está presente diversos países da Europa, Américas, Asia e Oceania.
Em fevereiro de 2016, ao fundir-se com a Zodiak Media, transformou-se na maior produtora independente do mundo, com um faturamento estimado em €1 000 000 000 Seu catálogo, cuja distribuição internacional é assegurada pela subsidiária Banijay Rights, conta com mais de 20 000 horas de programas, de todos os gêneros combinados.
Atualmente, o presidente da empresa é Stéphane Courbit e o CEO é Marco Bassetti. A divisão societária é dividido em 33.22% para o Grupo LOV (pertencente a Courbit), em 30,9% por DeA Communications (Grupo De Agostini), em 32,9% pela Vivendi e em 9,7% por alguns de seus diretores, incluindo o apresentador francês Nagui.

## História
O Grupo Banijay foi formado pela aquisição de diversas empresas de produção, inicialmente na França e depois internacionalmente sob a liderança de Stéphane Courbit.
Em outubro de 2008, a empresa adquiriu a Air Productions, produtora do apresentador francês Nagui.
Em 2009, Banijay adquiriu 51% da espanhola Cuarzo Producciones, 50% da produtora alemã Brainpool e compra a Nordisk Film TV, da Dinamarca.
Em março do ano seguinte, comprou a produtora americana Bunim Murray.
Em setembro de 2012, se tornou acionista majoritária da australiana Screentime. No mesmo ano, o canal Non Stop People e a H2O Productions, pertencente a  Cyril Hanouna, se juntaram ao grupo.
Em 2013, Stéphane Courbit planejava lista-la  na bolsa de valores. No mesmo ano, as empresas Ambra Multimedia e DLO Producciones se juntaram ao grupo. No ano seguinte, o grupo lançou a Banijay Studios North America.
Em 2015, Stephen David Entertainment ingressou ao grupo e o canal Non Stop People foi lançado na Espanha. Em julho, a empresa fundiu-se com a Zodiak Media, dando origem a primeira empresa de produção independente do mundo em fevereiro de 2016.
Outras empresas se juntam ao grupo, incluindo como a 7Wonder e Castaway Television Productions. Além disso, novas subsidiárias são criadas, como Banijay Studios França, Banijay Productions Alemanha, Banijay Studios Itália e a Banijay Asia.
Em janeiro de 2018, entrou no capital da agência Shauna Events, líder europeia em influenciadores digitais.
Em 26 de outubro de 2019, Banijay anuncia a aquisição da concorrente Endemol Shine Group, que foi responsável pela criação de diversas franquias de sucesso como Big Brother, MasterChef e Your Face Sounds Familiar. Esta aquisição, envolveu aproximadamente €2 000 000 000 e constituiu um uma liderança global em entretenimento que movimenta €3 000 000 000. Em julho de 2020, foi finalizada a aquisição da Endemol.
Em setembro de 2020, o apresentador e produtor francês Cyril Hanouna ingressou no conselho de administração. Em 2020, tornou-se somente Banijay.

## Banijay Rights
Operando a partir de Londres, Paris e Copenhaga, a Banijay Rights é a subsidiária responsável pela distribuição internacional do seu catálogo, que inclui mais de 20 000 horas de programas de todos os gêneros (reality shows, game shows, ficção), metade de terceiros independentes -produtores de festas.
Foi criada em 2009, inicialmente com o nome de  Banijay International, sendo responsável pela distribuição internacional dos conteúdos.
A fusão com a Zodiak Media em fevereiro de 2016 resultou na junção de seus respectivos catálogos e subsidiárias de distribuição, Banijay International e Zodiak Rights, ficando inicialmente sob o nome Zodiak Rights.
Em janeiro de 2017, o nome Banijay Rights foi escolhido, afim de abranger os nomes anteriores que eram conflitantes.
A subsidiária é liderada por Tim Mutimer desde fevereiro de 2016.

## Empresas do grupo
| País                        | Empresas | País           | Empresas |
| --------------------------- | --- | -------------- | --- |
| França                      | - Banijay Production Média - Adventure Line Productions - Banijay Productions - Banijay Studios France - GTV Productions - Banijay Talent - Daze MGMT - DMLS TV - Endemol France - Endemol Production - Shine Fiction - H2O Productions - Jereluc - KM Production - Marathon Studio - Monello Productions - Zodiak Kids - Non Stop People - Shauna Events - Talent Lab - Terence Films - Upper Talent | Reino Unido    | - BlackLight - Castaway Television Productions - Cut & Mustard - The Comedy Unit - Douglas Road Productions - Dragonfly Film and Television - Darlow Smithson Productions - Electric Robin - Fearless Minds - Fifty Fathoms - House of Tommorow - Zodiak Kids - Initial - IWC Media - Kudos - Kudos North - Vexed Pixie - Neon Ink Productions - The Natural Studios (JV) - OP Talent - RDF Television - Fizz - RDF West - Remarkable Television - Sharp Jack TV - Shine TV - Shiny Button Productions - Sidney Street - Simon's Cat Ltd. - Tiger Aspect Productions - Wild Mercury Productions - Workerbee - Wonder - Little Wonder - Yellow Bird UK - Zeppotron - Definitely |
| Espanha                     | - Cuarzo Producciones - Dlo/Magnolia - Dlo Producciones - Endemol Portugal - Endemol Shine Iberia - Funwood Media - IMA - Shine Iberia - Diagonal Television - Gestmusic - Telegenia - Zeppelin Television - Tuiwok Estudios | Estados Unidos | - Banijay Studios North America - Endemol Shine North America - 51 Minds Entertainment - Authentic Entertainment - Truly Original - Bunim/Murray Productions - Yellow Bird US (JV) - Stephen David Entertainment |
| Itália                      | - 4Friends Film - 4Friends Music - Atlantis Film - Aurora TV - Banijay Italian - L'Officina (JV) - Banijay Nonpanic - Banijay Studios Italy - Endemol Shine Italy - Funwood Media - ITV Movie | Finlândia      | - Banijay Finland - Endemol Shine Finland - Zodiak Finland |
| Bélgica                     | - Zodiak Belgium | Dinamarca      | - Pineapple Entertainment - Nordisk Film TV Denmark - Mastiff Denmark - Metronome Productions A/S - Respirator |
| Alemanha                    | - Brainpool - Raab TV (JV) - Lucky Pics - Banijay Live Artist Brand (BLAB) - Banijay Productions Germany - Endemol Shine Germany - Endemol Shine Beyond - Rainer Laux Productions (JV) - Good Times - MadeFor - MTS Künstler Management - SR Management GmbH | Noruega        | - Mastiff Norway - Nordisk Film TV - Rubicon TV |
| Rússia                      | - WeiT Media - Mastiff Russia | Suécia         | - Mastiff Sweden - Meter Television - Filmlance International - Jarowskij - Yellow Bird |
| Austrália e · Nova Zelândia | - Endemol Shine Australie - Screentime | Países Baixos  | - Blockbuster Media - Endemol Shine Nederland - Simpel Zodiak - Southfields - TVBV |
| Índia                       | - Banijay Asia - Endemol Shine India - Sol (Inde) | Brasil         | - Endemol Shine Brasil - A Fábrica |

## Principais produções
| Genres de programmes | Produções |
| -------------------- | --- |
| Entretenimento       | Survivor- Fort Boyard - Don't Forget the Lyrics - Popstars - It's Only TV - Beat The Star - Wife Swap - Undressed - Making of the Mob - Wild Things - All Against 1 - Stars in Danger - Alphabetical |
| Reality Shows        | Temptation Island - Keeping Up with the Kardashians - Party Workers - 71 Degrees North - The Real World - The Simple Life                                                                            |
| Juvenis              | Totally Spies! - LoliRock - Futebol de Rua - Objectif Blake! - Floogals - Magiki |
| Ficção               | Versailles - Occupied - Wolf Creek - Skam |
| Documentários        | The Secret Life of 4 Year Olds |

## Acionistas
Quando foi criada em 2008, a empresa contava como acionistas ao lado do fundador o Grupo Arnault, a AMS Industries, bem como as famílias Agnelli e De Agostini.
Após a fusão do com a Zodiak Media em fevereiro de 2016, a participação acionária do grupo ficou:
- LOV Banijay: 50.1% pertencentes ao Grupo LOV e 49,9 % do Grupo Agostini, que juntos totalizam 73,8%;
- Vivendi: 26,2%[35]

Em 2017, o apresentador francês Nagui comprou 20 milhões de euros em ações, detendo 5,3% de participação, tornando-se o 4º acionista, atrás de Stephane Courbit (31%), De Agostini (30,9%) e Vivendi (28,3%).